# ماچکوواتس (کورشوملییا)
ماچکوواتس (به صربی: Mačkovac) یک منطقهٔ مسکونی در صربستان است که در کورشوملیا واقع شده‌است. ماچکوواتس ۲۹۸ نفر جمعیت دارد.